# گیله‌پرگاه
گیله‌پرگاه (به لاتین: Giləparqo) یک منطقه مسکونی در جمهوری آذربایجان است که در شهرستان آستارا و در دهیاری میکی واقع شده است.

## ریشه واژه
این روستا از سده نوزدهم میلادی برپا شده و برخی نام درست آن را کالاپرگاه به‌معنی چراگاه گوسفندان و یا ویله‌پرگاه به‌معنی گلستان و گلزار است. برخی نیز آن را جایگاه و روستای اقامت مردم گیلک که به آن مهاجرت کرده‌اند می‌دانند.